# ديبوك
ديبوك (بالإندونيسية: Depok) هي مدينة تقع في جاوة الغربية بإندونيسيا، ويقدر عدد سكانها بـ 1,738,570 نسمة. تقع ديبوك في جنوب جاكرتا، بين مدينتي جاكرتا و بوكور. كلمة ديبوك تؤخذ من اللغة السندوية بمعنى مكان الخالي للخلوة والعبادة، وقيل مأخوذة من اللغة الهولندية وهي اختصار من De Eerste Protestants Onderdaan Kerk بمعنى كنيسة الشعب الأولى.
كانت ديبوك حي من مديرية بوكور، ثم أصبحت المدينة الإدارية في عام 1982. في 20 أبريل 1999 أسست ديبوك كعمودية منفصلة من مديرية بوكور. قسمت ديبوك إلى 11 حي و 63 قرية.

## التقسيم الإداري (الأحياء)
- حي بيجي
- حي بانجوران ماس
- حي جيبايونج
- حي سوكماجايا
- حي جيلودونج
- حي ليمو
- حي جينيري
- حي جيمانجيس
- حي تابوس
- حي ساوانجان
- حي بوجونج ساري

## العمدة
- بدر الكمال (2000 - 2005)
- نور محمودي إسماعيل (2005 - حتى الآن)

## اللقب
- مدينة الثمرة النجمية
- مدينة البرق

## التعليم في ديبوك
في ديبوك 2087 مدرسة، 8109 طالب، 313 مدرس.

### جامعة في ديبوك
- جامعة إندونيسيا
- جامعة غونادارما
- جامعة ميرجو بوانا
- جامعة بانجاسيلا
- بوليتيكنيك جاكرتا الحكومية
- بوليتيكنيك LP3I
- جامعة مدينة العلم الإسلامية

## وصلات خارجية
- الموقع الرسمي نسخة محفوظة 26 سبتمبر 2002 على موقع واي باك مشين.